# Податкова пільга
Податко́ві пі́льги (англ. Tax Benefits) — переваги, що надаються окремим платникам податків, включаючи можливість не сплачувати податок або сплачувати його в меншому розмірі. Норми законодавства, що визначають підстави, порядок та умови застосування пільг з податків і зборів, не можуть мати індивідуального характеру.

## Види податкових пільг
1. податкова соціальна пільга;
2. звільнення від оподаткування певних елементів об'єкта оподаткування;
3. звільнення від сплати окремих податків окремих осіб або категорій платників податків;
4. зниження податкових ставок;
5. відтермінування стягнення податків.